# Одлезельское
О́длезельское (чеш. Odlezelské jezero) — озеро на западе Чехии, в Пльзеньском крае.
Образовалось в 1872 году в результате завала русла реки Младотицкой сошедшим оползнем. Имеет вытянутую форму и простирается примерно на 500 метров в длину. Его наибольшая ширина 100 метров. Площадь составляет 4,5 га, с максимальной глубиной около 6 м. Окружено смешанным лесом.
Объявлено памятником природы.